# Monoblemma cubaense
Espèce
Monoblemma cubaense est une espèce d'araignées aranéomorphes de la famille des Tetrablemmidae.

## Distribution
Cette espèce est endémique de la province de Santiago de Cuba à Cuba,. Elle se rencontre vers Santiago de Cuba.

## Description
La mâle holotype mesure 1,04 mm et la femelle 1,01 mm, les mâles mesurent de 1,02 à 1,08 mm et les femelles de 1,01 à 1,04 mm.

## Systématique et taxinomie
Cette espèce a été décrite par Martínez en 2025.

## Étymologie
Son nom d'espèce, composé de cuba et du suffixe latin -ense, « qui vit dans, qui habite », lui a été donné en référence au lieu de sa découverte, Cuba.

## Publication originale
- Martínez, 2025 : « A revision of the genus Monoblemma Gertsch, 1941 (Araneae: Tetrablemmidae) in Central America and the Caribbean. » Zootaxa, no 5636(2), p. 287-315.